# Quartier de la Villette
Quartier de la Villette är Paris 73:e administrativa distrikt, beläget i nittonde arrondissementet. Distriktet är uppkallat efter byn La Villette som år 1860 blev en del av Paris.
Nittonde arrondissementet består även av distrikten Pont-de-Flandre, Amérique och Combat.

## Sevärdheter
- Saint-Jacques-Saint-Christophe
- Cimetière de la Villette
- Bassin de la Villette
- Rotonde de la Villette

## Bilder
| - De fyra administrativa distrikten i Paris nittonde arrondissement. - Saint-Jacques-Saint-Christophe. - Rotonde de la Villette. |

## Kommunikationer
- Tunnelbana – linje  – Riquet